# Gare de Saint-Crépin
La gare de Saint-Crépin est une ancienne gare ferroviaire française de la ligne de Veynes à Briançon, située, au lieu-dit Dessous ville, sur le territoire de la commune de Saint-Crépin, dans le département des Hautes-Alpes, en région Provence-Alpes-Côte d'Azur.
C'est une halte mise en service en 1894 par la Compagnie des chemins de fer de Paris à Lyon et à la Méditerranée (PLM) et fermée à la fin des années 1950 par la Société nationale des chemins de fer français (SNCF).

## Situation ferroviaire
Établie à 904 mètres d'altitude, la gare de Saint-Crépin est située au point kilométrique 325,030 (passage à niveau n°45) de la ligne de Veynes à Briançon (voie unique), entre les gares de Montdauphin-Guillestre (ouverte) et de La Roche-de-Rame (fermée).

## Histoire
Il n'y a pas d'arrêt entre Montdauphin-Guillestre et La Roche-de-Rame lors de la mise en service, le 15 septembre 1884, de la section de Mont-Dauphin à Briançon, par la Compagnie des chemins de fer de Paris à Lyon et à la Méditerranée (PLM).
La « halte de Saint-Crépin » est officiellement mise en service le 30 septembre 1894 par la Compagnie du PLM, entre les gares de Montdauphin-Guillestre et La Roche-de-Rame. Elle n'est ouverte que pour les voyageurs sans bagages et les chiens avec billets.
La halte est officiellement transformée en station le 7 avril 1906 par la Compagnie du PLM. Elle est alors ouverte au service des voyageurs et au transport des chiens, bagages et articles de messagerie y compris les denrées, finances et valeurs dont le poids n'excède pas 100 kilogrammes par expédition, les expéditeurs et destinataires étant tenus d'aider à la manutention de leurs colis (bagages ou messageries), et les divers articles de grande vitesse n'étant, si nécessités du service l'exigent, reçus des expéditeurs ou livrés aux destinataires qu'aux heures fixées par un avis spécial placardé dans la station.